# Výkonné nařízení č. 9066

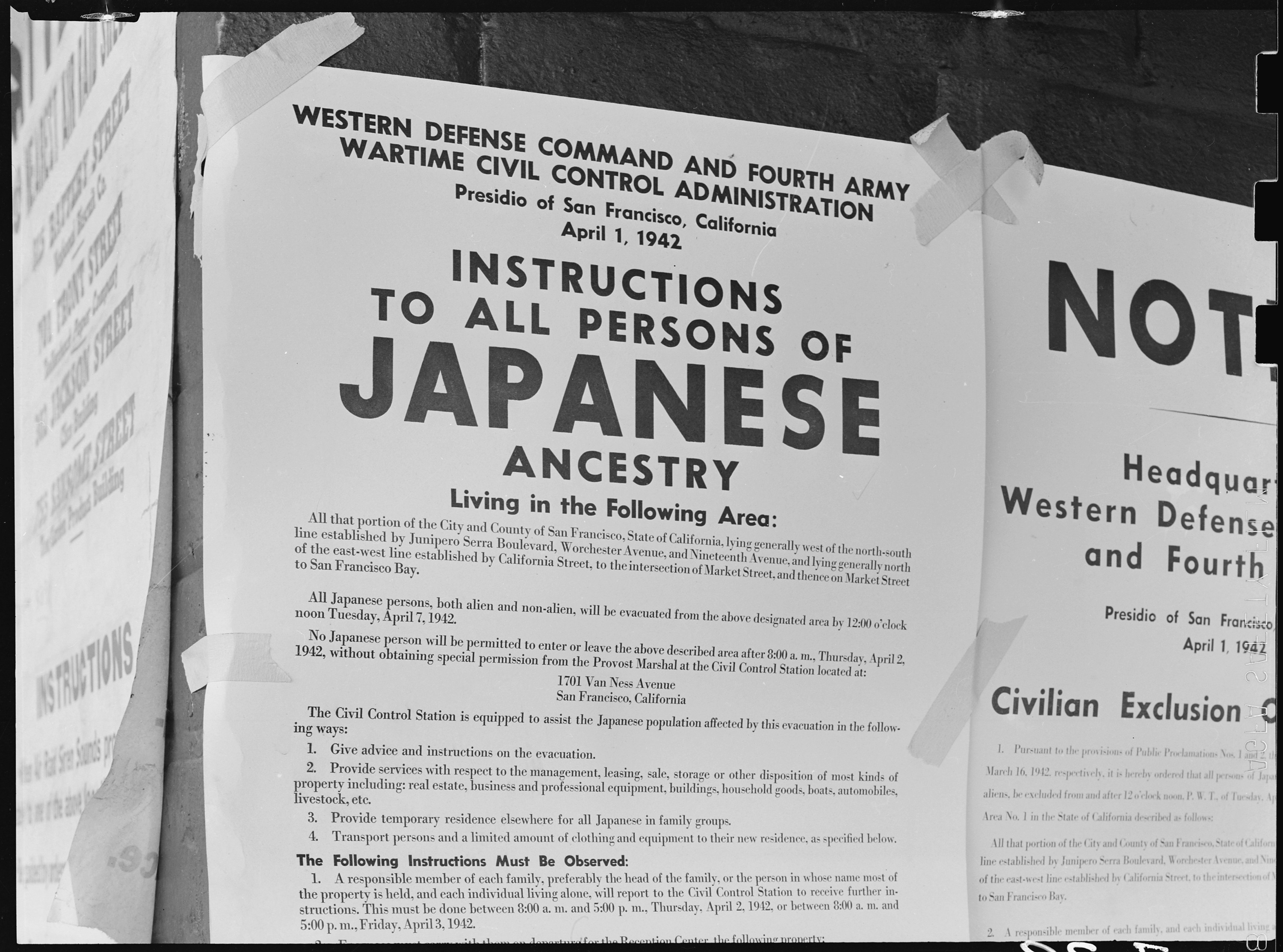
Vyvěšený leták s rozhodnutím vyzývajícím osoby japonského původu k evakuaci z území vojenského újezdu.

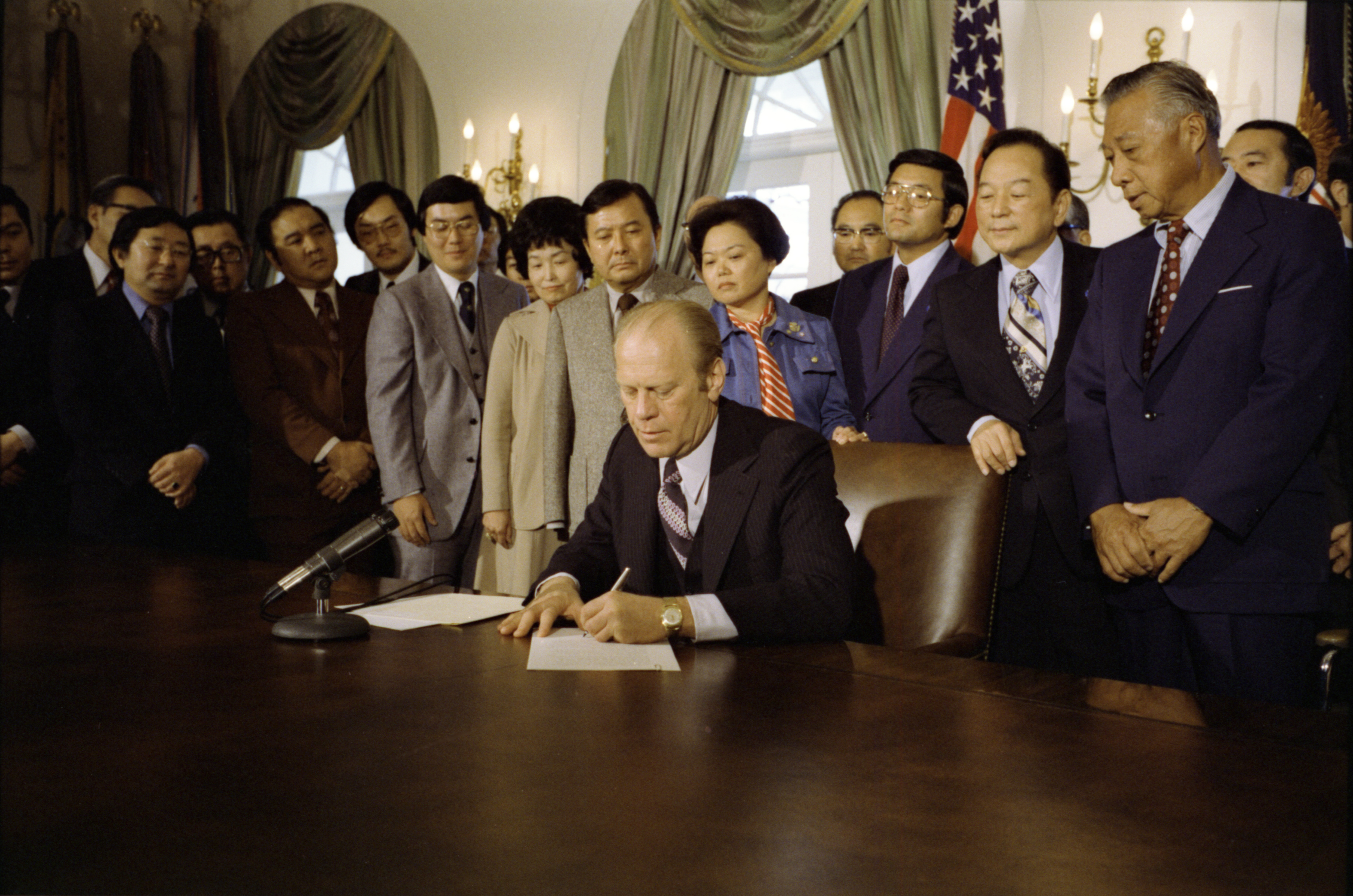
Prezident Gerald Ford 19. února 1976 podepisující formální zrušení výkonného nařízení č. 9066.

Výkonné nařízení č. 9066 (anglicky Executive Order 9066, česky též exekutivní příkaz č. 9066 či prezidentský dekret č. 9066) je nařízení vydané v období 2. světové války americkým prezidentem Franklinem D. Rooseveltem. Ten jej podepsal 19. února 1942 v reakci na japonský útok na Pearl Harbor 7. prosince 1941. Nařízení bylo vydáno jako prováděcí předpis k zákonu z 20. dubna 1918 ohledně národní bezpečnosti v době války. Zmocňovalo ministra války k vymezení tzv. vojenských újezdů (military areas), z nichž mohly být vykázány všechny či jen vybrané osoby, místní obyvatelé i cizinci. V praxi bylo uplatňováno na příslušníky tzv. nepřátelských národů, tj. osoby německé, italské a japonské národnosti, přičemž poslední jmenovaná byla dotčena daleko nejpočetněji. Vedlo to až k jejich umístění do amerických internačních táborů.

## Navazující právní předpisy a akty
Dne 20. února 1942 pověřil ministr války Henry Stimson generálporučíka Johna L. DeWitta provedením prezidentova dekretu. Ten 2. března téhož roku vydal vyhlášku č. 1, jíž změnil celé pobřežní pásmo potenciálně ohrožené útokem Japonska na vojenský újezd. De facto se to týkalo celých států Oregon a Washington, Kalifornie a Arizony. Zatímco samotné nařízení okruh národností nespecifikovalo, v této vyhlášce již byly vymezeny povinnosti cizincům z Japonska, Německa a Itálie i Američanům japonského původu (nikoli však analogicky evropského), aby předem hlásili změnu svého bydliště příslušnému úřadu. DeWitt navíc vyzýval zprvu k dobrovolnému vystěhování osob japonského původu z určených oblastí jinam na území USA.
Po výkonném nařízení č. 9066 vydal prezident Roosevelt 11. března 1942 další dekret, označený číslem 9095, jímž byla v rámci Úřadu pro krizové řízení zřízena Kancelář správce cizineckého majetku (Alien Property Custodian) s poměrně širokými pravomocemi ohledně správy majetku nepřátelských států a jejich státních příslušníků.
Dne 16. března 1942 vydal generálporučík DeWitt vyhlášku č. 2, která vymezovala vojenské újezdy ve státech Nevada, Montana, Utah a Idaho. Kromě rozšíření o další území též došlo ke změně přístupu, kdy dobrovolné vystěhování mělo být nahrazeno již povinnými přesuny obyvatel.
Prezident Roosevelt též 16. března 1942 vydal výkonné nařízení č. 9102, jímž pod Úřadem pro krizové řízení zřídil nový Úřad pro přesídlování v době války (War Relocation Authority, WRA). Ředitelem tohoto úřadu byl pak jmenován Milton S. Eisenhower, bratr budoucího prezidenta Dwighta D. Eisenhowera.
Dne 21. března 1942 přijal Kongres zákon č. 503, který umožnil trestat porušování předpisů v rámci vojenských újezdů, včetně neuposlechnutí výzvy k opuštění prostoru či naopak vycestování oproti zákazu. Trestalo se pokutou i vězením do 1 roku.
Generálporučík DeWitt vydal 24. března 1942 vyhlášku č. 3, která ve všech osmi dříve ustanovených vojenských újezdech zavedla zákaz nočního vycházení pro osoby z nepřátelských států i pro japonské Američany. I mimo noční dobu se pak měli zdržovat v podstatě jen v okruhu 5 km od svýho bydliště, v místě svého pracoviště nebo na cestě mezi těmito místy. Bylo jim zakázáno také vlastnit střelné zbraně, munici, bomby a další vojenský materiál i zařízení využitelná ke špionáži.
V posledním březnovém týdnu DeWitt začal vydávat velké množství příkazů k vystěhování z vojenských újezdů. Samotnému vystěhování obvykle předcházela registrace u tzv. stanic pro kontrolu občanů (Civil Control Station). Vyhláškou č. 4 ze dne 27. března 1942 generálporučík DeWitt stanovil obecný zákaz opuštění vojenského újezdu č. 1 (160km pásma podél pobřeží), dokud to nebude dovoleno či přímo přikázáno.

## Internace
Přesídlení obyvatel v praxi spočívalo v jejich internaci v tzv. shromažďovacích střediscích (Assembly Centers), která byla předstupněm k přemístění do tzv. relokačních táborů/center (Relocation Centers). Shromažďovací centra podléhala Úřadu pro civilní kontrolu v době války (Wartime Civil Control Administration, WCCA), nad relokačními centry vykonávaly dohled dvě instituce: dvě centra v Arizoně, která vznikla jako první a zahrnovala více než 30 000 internovaných lidí, podléhala Kanceláři pro záležitosti indiánů, již vedl John Collier. Ostatní centra se zhruba 80 000 osobami podléhala Úřadu pro přesídlování v době války, který vedl zprvu Milton S. Eisenhower a později Dillon Myer.
Přibližně 90 000 osob prošlo do relokačních center přes shromažďovací střediska, asi 20 000 jich tam bylo evakuováno přímo, další asi 2 000 se tam dostaly z improvizovaných detenčních či zadržovacích táborů a téměř 6 000 dětí se narodilo přímo v relokačních centrech během pobytu jejich rodičů. Počet internovaných německých Američanů se odhaduje na 10 000 a italských Američanů ještě méně.
Ze strany internovaných obyvatel nebyl zaznamenán větší odpor, většina zachovávala rezignovaný postoj. Rovněž vzhledem k protijaponským náladám ve společnosti řada lidí brala internaci i jako úkryt před útoky ze strany ostatního obyvatelstva. Jen malé procento se odmítlo nařízeními řídit nebo se domáhalo svých práv soudně.